# Dicranota spectralis
Dicranota (Ludicia) spectralis là một loài ruồi trong họ Pediciidae. Chúng phân bố ở vùng Indomalaya.